# Amer Said Al-Shatri
Amer Said Al-Shatri (5 aprile 1990) è un calciatore omanita, difensore dell'Al-Nasr e della Nazionale omanita.

## Carriera

### Club
Ha sempre giocato nel campionato omanita.

### Nazionale
Ha esordito in Nazionale nel 2010.